# Piaixa
Piaixa - Пяша (rus) és un poble de l'óblast de Penza. Rússia. El 2011 tenia 138 habitants.